# Crotalaria luxenii
Crotalaria luxenii är en ärtväxtart som beskrevs av Baker f.. Crotalaria luxenii ingår i släktet sunnhampor, och familjen ärtväxter. Inga underarter finns listade i Catalogue of Life.